# April (Joseph Roth)
April. Die Geschichte einer Liebe ist eine Erzählung von Joseph Roth, erschienen 1925 in Berlin bei Johann Heinrich Wilhelm Dietz Nachf.

## Handlung
Vor seiner Weiterfahrt nach New York verweilt der durchreisende Erzähler von April bis Ende Mai in einem Städtchen. Am Stadtrand im Park paaren sich des Abends die Verliebten. Der Erzähler schläft mit der ledigen Anna. Die junge Frau, fremd im Städtchen, hat ein kleines Kind, wurde sitzen gelassen und finanziell notdürftig abgefunden.
Der Erzähler nennt sich der Mann unterm Fenster, denn er verliebt sich in ein wunderschönes Mädchen, das an jenem Fenster sitzt und gelegentlich in den Himmel schaut. Am dritten Tag lächelt sie. Anna bemerkt das Anhimmeln und klärt den Erzähler auf. Das Mädchen am Fenster sei schwindsüchtig, lahm und müsse bald sterben. Daraufhin beschließt der Erzähler die Weiterreise, da das geliebte Mädchen ohnehin bald sterben muss. Auf dem Bahnhof, gerade als der Zug sich in Bewegung setzt, schreitet das Mädchen gesund und munter daher. Noch einmal sieht der Erzähler der Schönen in die Augen.

## Rezeption
Steierwald untersucht die „Konstruktion von Erwartungshaltungen und ihre Demontage“.

## Verfilmung
1978 verfilmte Dagmar Damek die Erzählung unter dem Titel Geschichte einer Liebe für das Fernsehen.

## Oper
2023/24 schrieben Peter Wesenauer (Musik) und Stefan Tilch (Libretto) nach Roths Erzählung die Oper April – Die Geschichte einer Liebe. Die Uraufführung fand am 20. April 2024 in Passau statt (Landestheater Niederbayern, Dirigent: Peter Wesenauer, Regie: Stefan Tilch).